# Torre di Vinnycja
La Torre di Vinnycja è l'edificio storico monumentale simbolo della città di Vinnycja, nella omonima Oblast' in Ucraina. Venne costruita nel 1912.

## Storia

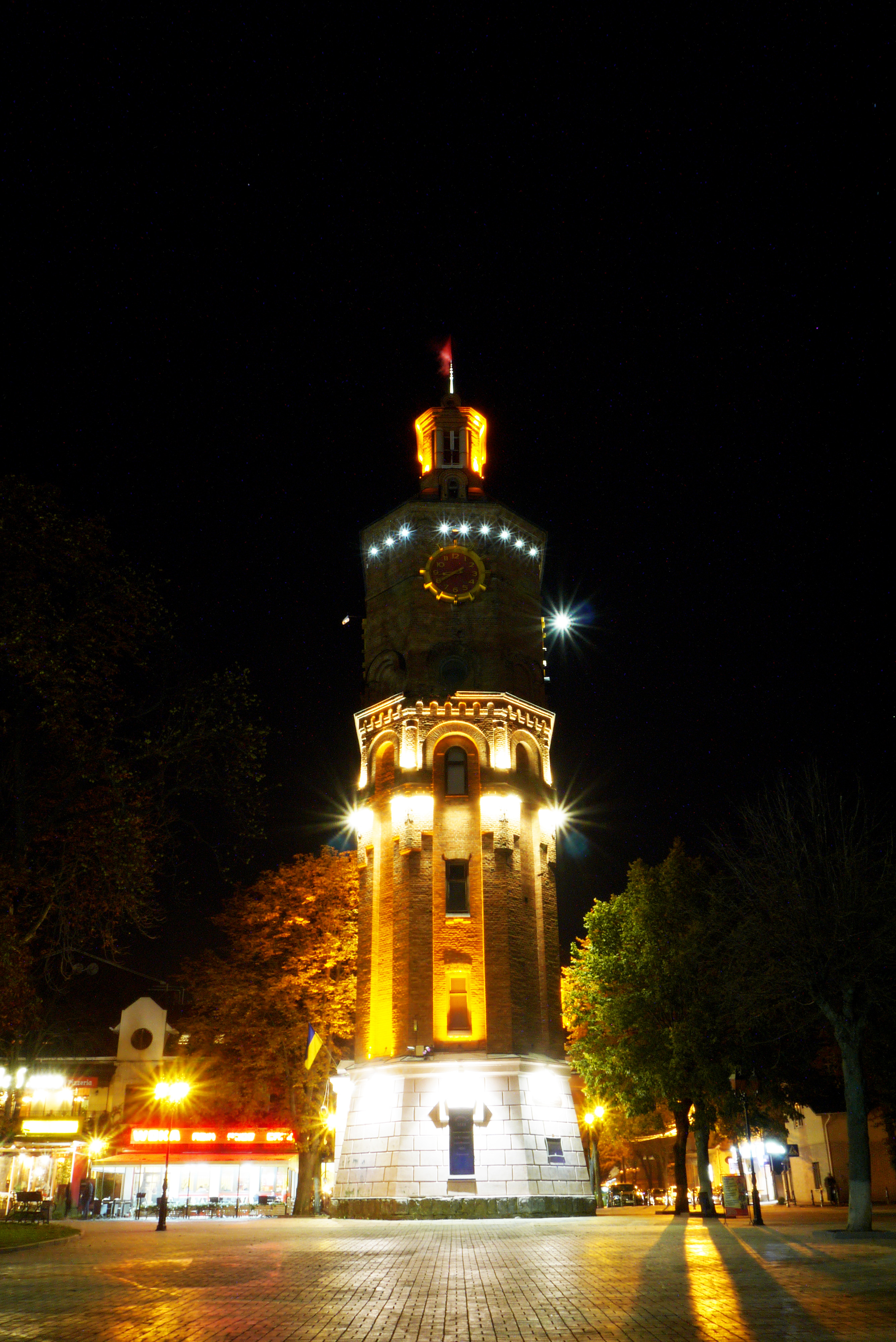
Immagine notturna della torre

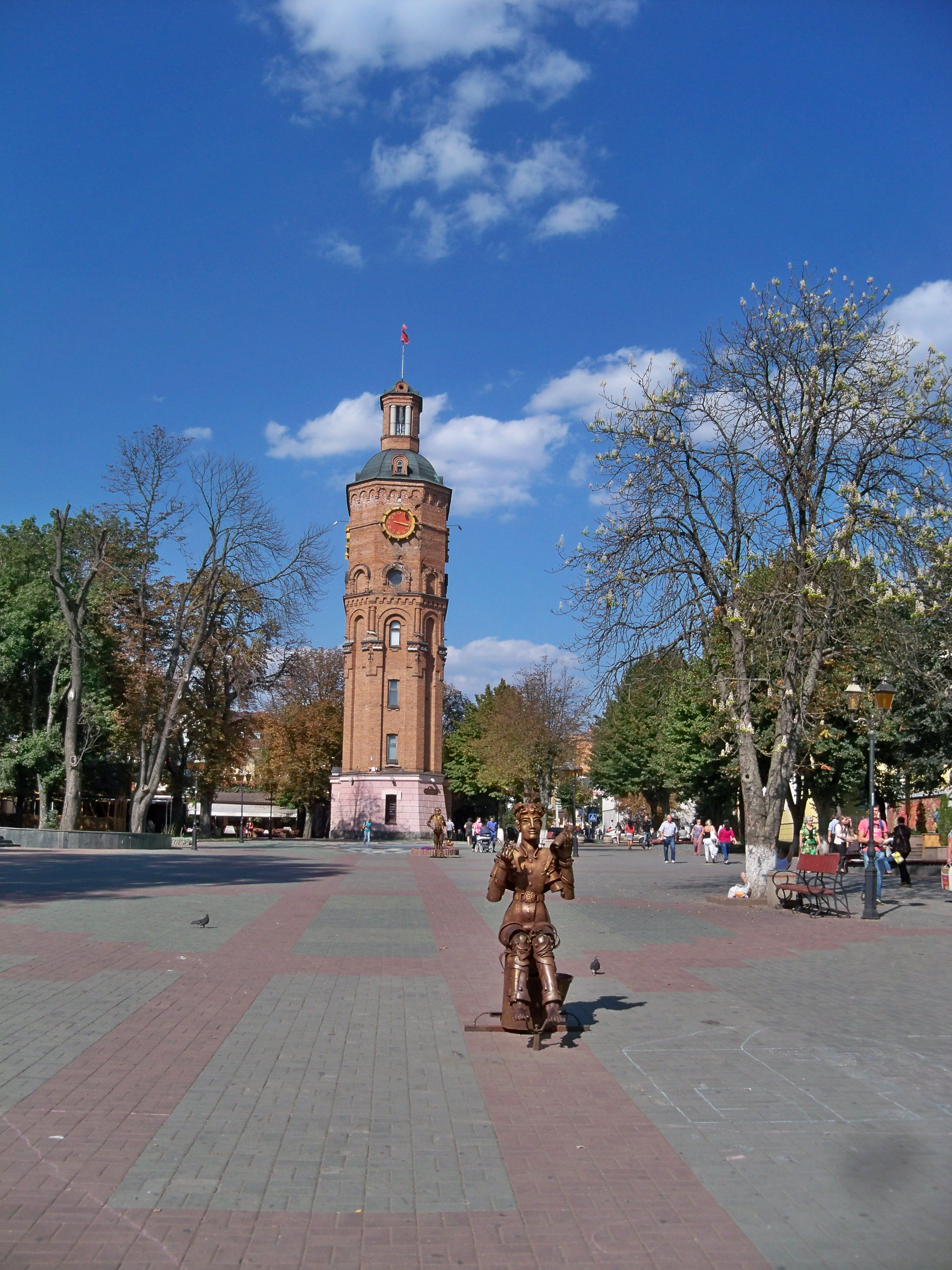
Viale di accesso alla torre con alcune statue moderne

L'edificio nacque come torre dell'acqua, cioè come serbatoio dell'acquedotto, nel 1912 con il nuovo sistema idrico cittadino su progetto di Gregory Artynov e per la sua costruzione venne scelto una posizione abbastanza elevata. La sua costruzione venne rallentata da problemi riguardanti la scelta della copertura e dell'orologio. Poco dopo la fine della prima guerra mondiale, nel 1920, cessò di svolgere la funzione per la quale era stata costruita perché l'acquedotto cittadino venne ammodernato con altri metodi. Durante la seconda guerra mondiale divenne torre di osservazione e nel dopoguerra venne  trasformata in residenza privata ma i serbatoi rimasero sino agli anni ottanta. Dal 1985, dopo la sua ristrutturazione realizzata su progetto di Yevhen Panteleimonov, ospita il museo regionale di Vinnycja.

## Descrizione
La torre, che è il monumento storico più noto della città, si trova vicino alla centrale piazza Europa e raggiunge l'altezza di 28 metri.
La torre conserva quasi completamente l'aspetto originario. L'edificio ottagonale si alza su sette piani che, a parte il primo che sembra di ferro arrugginito e funge da piedistallo, sono in caratteristici mattoni rossi con lesene che delimitano gli spazi per le finestre.